# Chain of Lights
"Chain of Lights" é uma canção do cantor italiano Michele Perniola e da cantora sanmarinense Anita Simoncini. Esta canção irá representar o São Marinho em Viena, Áustria no Festival Eurovisão da Canção 2015, na 2ª semi-final, no dia 21 de Maio de 2015.